# Vikingsholm
El palacio Vikingsholm es un castillo situado en California, Estados Unidos. Vikingsholm es una mansión que contiene 38 habitaciones, localizada en la playa "Emerald Bay" en el lago Tahoe, en el Condado de El Dorado, California. La mansión hace parte del Registro Nacional de Lugares Históricos (en inglés: National Register of Historic Places), una institución que registra lugares y objetos que deben ser considerados con un gran valor histórico. Presenta un hermoso diseño que combina la naturaleza (árboles, lagos, vegetación) y la arquitectura. Se encuentra en medio de un bosque lleno de gramas, árboles y una vegetación frondosa.
El castillo cuenta con un concejo auspiciado por la Fundación de Parques Estatales de California. Su contribución ha sido importante debido a que ayuda a la preservación de este importante monumento histórico. La fundación donó cerca de 150 millones de dólares que fueron invertidos en eventos educativos y estatales.

## Historia
La fundación Vikingsholm fue fundada en 1928, pero el edificio fue construido en 1929 por 200 trabajadores. Vikingsholm fue construido por la señora Lora Josephine Knight como una casa de verano. Algunas partes de la estructura no contienen clavos y barrotes, como resultado de los métodos de construcción tradicional. La mayor parte del edificio se hizo a partir de materiales encontrados en el lago Tahoe.
Se ha dicho que Vikingsholm es «uno de los mejores ejemplos de arquitectura escandinava en América del Norte».